# SS Magnetic
SS Magnetic a fost un vapor pentru pasageri construit de firma maritimă White Star Line în anul 1891. Acesta a fost lansat la apă la atelierul de construcție Harland and Wolff din Belfast, Irlanda. După ce a fost vândut mai multor companii, vaporul a sfârșit la fier vechi în 1935.